# 米克巴赫河
51°15′20″N 7°8′46″E / 51.25556°N 7.14611°E

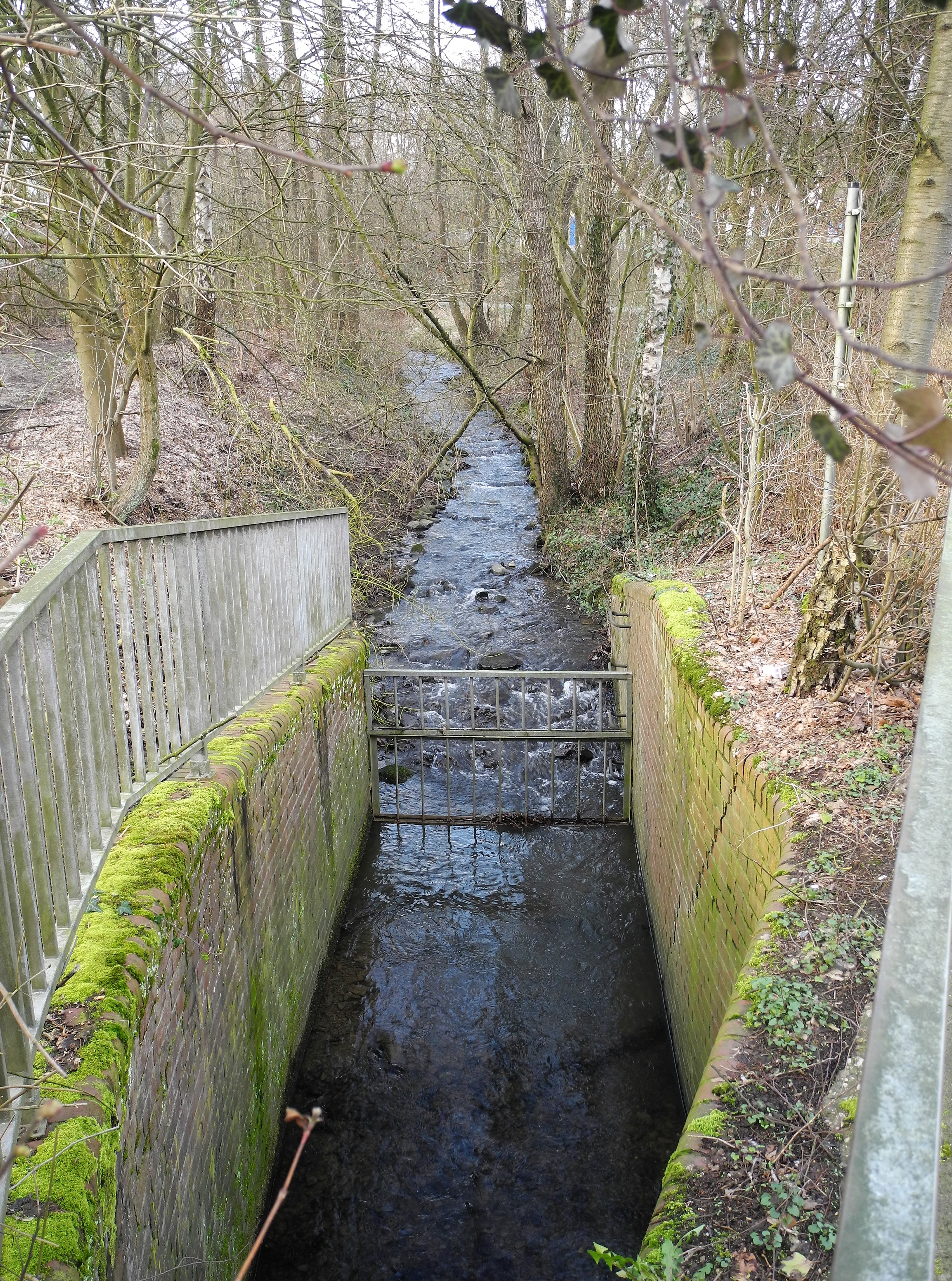
米克巴赫河

米克巴赫河（德語：Mirker Bach），是德國的河流，位於該國西部，流經北萊茵-威斯特法倫州，屬於伍珀河的支流，河道全長5.9公里，流域面積7.8平方公里。